# Teresa de Saxe-Hildburghausen
Teresa Carlota Luísa Frederica Amália de Saxe-Hildburghausen ou Teresa da Baviera (Straufhain, 8 de julho de 1792 — Munique, 26 de outubro de 1854) foi a esposa do rei Luís I e Rainha Consorte da Baviera de 1825 até a abdicação de seu marido durante as Revoluções de 1848 nos Estados alemães.

## Biografia
Teresa era filha de Frederico, Duque de Saxe-Altemburgo, e da duquesa Carlota Jorgina de Mecklemburgo-Strelitz, filha mais velha de Carlos II, Grão-Duque de Mecklemburgo-Strelitz. Em 1809, o seu nome foi incluído na lista de candidatas para desposar de Napoleão Bonaparte, mas, em 1810, casou-se com o príncipe-herdeiro Luís da Baviera. Foi no dia do seu casamento, que se criou o conhecido festival Oktoberfest. Teresa tornou-se rainha em 1825. Sofreu em silêncio à medida que o seu marido ia tendo vários casos amorosos, mas não se abstinha de mostrar o seu desagrado indirectamente. Em 1831, deixou a sua cidade durante um dos casos amorosos do marido e rejeitava por completo qualquer associação às suas amantes. Teresa participava com frequência na administração do reino da Baviera, principalmente quando o seu marido se ausentava de Munique durante as suas muitas viagens, e teve alguma influência política e participação em assuntos políticos. Foi muito popular e vista como a rainha, esposa e mãe ideal. Estava envolvida em várias organizações de caridade que ajudavam viúvas, órfãos e os pobres. Os seus súbditos ficaram do seu lado e compadeceram-se da sua situação durante o caso amoroso extremamente público que o seu marido teve com Lola Montez e que o levaria a abdicar do trono em 1848. 

## Descendência
1. Maximiliano II da Baviera (28 de Novembro de 1811 – 10 de Março de 1864), rei da Baviera entre 1848 e a sua morte; casado com a princesa Maria da Prússia; com descendência.
2. Matilde Carolina da Baviera (30 de Agosto de 1813 - 25 de Maio de 1862), casada com Luís III, Grão-Duque de Hesse; sem descendência.
3. Oto da Grécia (1 de Junho de 1815 – 26 de Julho de 1867), rei da Grécia entre 1832 e 1862; casado com a princesa Amália de Oldemburgo; sem descendência.
4. Teodolinda da Baviera (7 de Outubro de 1816 - 12 de Abril de 1817), morreu aos seis meses de idade.
5. Leopoldo, Príncipe Regente da Baviera (21 de Março de 1821 - 12 de Dezembro de 1912), casado com a arquiduquesa Augusta da Áustria e pai de Luís III da Baviera.
6. Aldegunda da Baviera (19 de Março de 1823 - 28 de Janeiro de 1914), casada com Francisco V, Duque de Módena; com descendência.
7. Hildegarda Luísa da Baviera (10 de Junho de 1825 - 2 de Abril de 1864), casada com o arquiduque Alberto Frederico de Áustria-Teschen; com descendência.
8. Alexandra da Baviera (26 de Agosto de 1826 - 21 de Setembro de 1875), nunca se casou nem deixou descendentes.
9. Adalberto Guilherme da Baviera (19 de Julho de 1828 - 21 de Setembro de 1875), desposou a infanta Amélia da Espanha; com descendência.

## Genealogia
| Teresa de Saxe-Hildburghausen | Pai: Frederico, Duque de Saxe-Altemburgo      | Avô paterno: Ernesto Frederico III, Duque de Saxe-Hildburghausen | Bisavô paterno: Ernesto Frederico II, Duque de Saxe-Hildburghausen |
| Teresa de Saxe-Hildburghausen | Pai: Frederico, Duque de Saxe-Altemburgo      | Avô paterno: Ernesto Frederico III, Duque de Saxe-Hildburghausen | Bisavó paterna: Carolina de Erbach-Fürstenau                       |
| Teresa de Saxe-Hildburghausen | Pai: Frederico, Duque de Saxe-Altemburgo      | Avó paterna: Ernestina Augusta de Saxe-Weimar                    | Bisavô paterno: Ernesto Augusto I, Duque de Saxe-Weimar-Eisenach   |
| Teresa de Saxe-Hildburghausen | Pai: Frederico, Duque de Saxe-Altemburgo      | Avó paterna: Ernestina Augusta de Saxe-Weimar                    | Bisavó paterna: Sofia Carlota de Brandemburgo-Bayreuth             |
| Teresa de Saxe-Hildburghausen | Mãe: Carlota Jorgina de Mecklemburgo-Strelitz | Avô materno: Carlos II, Grão-Duque de Mecklemburgo-Strelitz      | Bisavô materno: Carlos Luís Frederico de Mecklemburgo-Strelitz     |
| Teresa de Saxe-Hildburghausen | Mãe: Carlota Jorgina de Mecklemburgo-Strelitz | Avô materno: Carlos II, Grão-Duque de Mecklemburgo-Strelitz      | Bisavó materna: Isabel Albertina de Saxe-Hildburghausen            |
| Teresa de Saxe-Hildburghausen | Mãe: Carlota Jorgina de Mecklemburgo-Strelitz | Avó materna: Frederica de Hesse-Darmstadt                        | Bisavô materno: Jorge Guilherme de Hesse-Darmstadt                 |
| Teresa de Saxe-Hildburghausen | Mãe: Carlota Jorgina de Mecklemburgo-Strelitz | Avó materna: Frederica de Hesse-Darmstadt                        | Bisavó materna: Maria Luísa de Leiningen-Falkenburg-Dagsburg       |